# Palaeophis
Palaeophis ("serpiente antigua") es un género extinto de serpientes perteneciente a la familia Palaeophiidae. Incluye varias especies cuyas vértebras están de leve a fuertemente comprimidas lateralmente. 

## Características

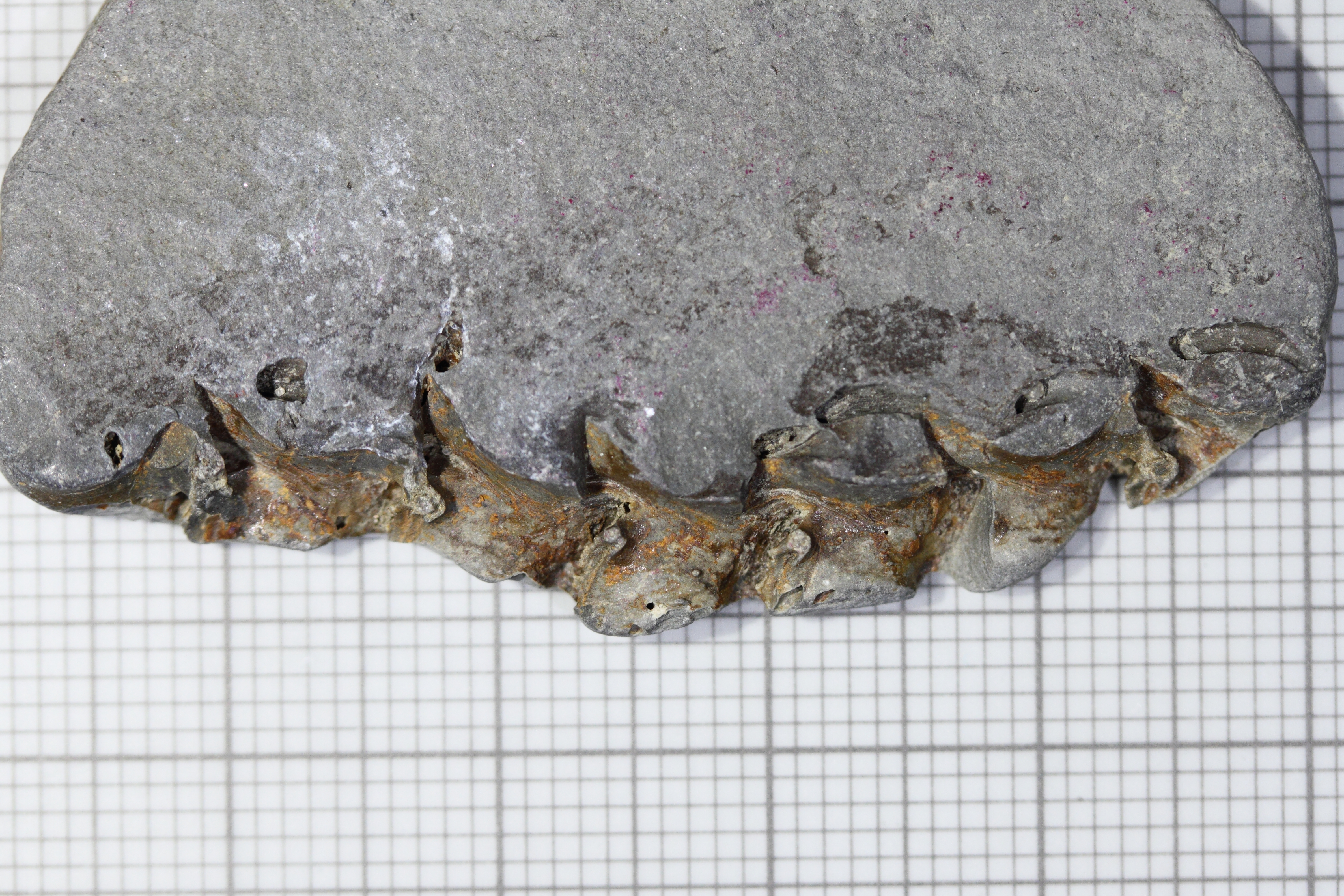
Fósil hallado en la Formación Fur

Esta serpíente, que probablemente habitaba en el mar fue alguna vez considerada la mayor serpiente de todos los tiempos, alcanzando la casi mítica longitud de 30–40 metros, pero las estimaciones más recientes indican que llegaría a medir cerca de 8 metros, un tamaño similar al de los mayores ejemplares de las actuales anacondas verdes y pitones reticuladas. Sin embargo, una de las especies descritas, P. casei, era bastante más pequeña.
Pueden distinguirse dos ensambladuras de especies, o grados.
El grado primitivo comprende especies cuyas vértebras están débilmente comprimidas y que tienen pterapófisis bajas, en tanto que las especies de grado avanzado tienen vértebras claramente comprimidas lateralmente y pterapófisis bien desarrolladas. Sin embargo, este género puede ser una ensambladura parafilética que incluye a todas las especies de la subfamilia Palaeophiine que no pertenecen a Pterosphenus.
Los restos de Palaeophis son conocidos del Eoceno inferior de Inglaterra y Francia y de Dinamarca de la Arcilla Stolleklint y la soprepuesta Formación Fur del Paleoceno/Eoceno, y en los fosfatos de Marruecos que datan del Ypresiense (Eoceno inferior)